# Ödesängssjön
Ödesängssjön är en sjö i Vingåkers kommun i Södermanland och ingår i Norrströms huvudavrinningsområde. Ödesängssjön ligger i Ödesängssjön Natura 2000-område.